# Gil Evans
Ian Ernest Gilmore Green (født 13. maj 1912 i Canada, død   20. marts 1988 i Mexico), bedst kendt som Gil Evans, var en canadisk jazzmusiker og pioner indenfor bigbandmusik i USA som arrangør, komponist, orkesterleder og pianist.
Hans over 50 år lange banebrydende virksomhed som arrangør, komponist og orkesterleder stiller ham kvalitetsmæssigt på højde med Duke Ellington, hvis betydning Evans også var omhyggelig med at fremhæve.
Gennem de mange år han var på banen, har han arrangeret musik af utallige komponister, spillet sammen med utallige af jazzens store navne, og optrådt på mange jazzfestivaler rundt om i Europa.

## Diskografi

### Som leder
- 1957 Gil Evans & Ten (Prestige, 1958)
- 1958 New Bottle Old Wine (World Pacific, 1958)
- 1958 Great Jazz Standards (World Pacific, 1959)
- 1960 Out of the Cool (Impulse!, 1961)
- Into the Hot (Impulse!, 1962)
- The Individualism of Gil Evans (Verve, 1964) - Reissued in 1988 on extended CD
- Gil Evans (Ampex, 1970) – also released as Blues in Orbit (Enja, 1980)
- Svengali (Atlantic, 1973)
- The Gil Evans Orchestra Plays the Music of Jimi Hendrix (RCA Victor, 1974)
- Previously Unreleased Recordings  (Verve, 1974) - recorded in 1964
- Montreux Jazz Festival '74 (Philips, 1975)
- There Comes a Time (RCA, 1976) – recorded in 1975
- Little Wing Live in Germany (Circle, 1978)
- Parabola (Horo, 1979) – recorded in 1978
- Gil Evans Live at the Royal Festival Hall London 1978 (RCA Victor, 1979)
- Live at the Public Theater (New York 1980) Vol.1 (Trio, 1980), Vol.2 (Trio, 1981)
- The Rest of Gil Evans Live at The Royal Festival Hall London 1978 (Mole Jazz, 1981)
- Where Flamingos Fly (Artists House, 1981) – recorded in 1971
- Priestess  (Antilles, 1983) – recorded in 1977
- The British Orchestra  (Mole Jazz, 1983)
- Live at Sweet Basil (Electric Bird, 1985)
- Live at Sweet Basil Vol. 2 (Electric Bird, 1986)
- Absolute Beginners: The Original Motion Picture Soundtrack (EMI, 1986)
- Bud and Bird (Electric Bird, 1987)

Posthume udgivelse
- Farewell (Electric Bird, 1988) – indspillet i 1986
- Paris Blues with Steve Lacy (Owl, 1988)  – indspillet i 1987
- Rhythm A Ning with Laurent Cugny (EmArcy, 1988) – indspillet i 1987
- Golden Hair with Laurent Cugny (EmArcy, 1989) – indspillet i 1987
- Lunar Eclypse (New Tone Records, 1992) – indspillet i 1981
- The Honey Man  (New Tone Records, 1995) – indspillet i 1986
- 75th Birthday Concert (BBC Legends, 2001) – indspillet i 1987
- Tokyo Concert 1976 (Studio Songs, 2010) – indspillet i 1976

Med andre
- Glen Hall & Gil Evans, The Mother of the Book (InRespect, 1994) -indspillet i 1985
- Kimiko Kasai & Gil Evans, Satin Doll (CBS/Sony, 1972)
- Masabumi Kikuchi, Masabumi Kikuchi with Gil Evans (Philips, 1972)
- Lee Konitz & Gil Evans, Heroes (Verve, 1991)
- Lee Konitz & Gil Evans, Anti-Heroes (Verve, 1991)
- Orchestre National de Jazz & Antoine Herve, O.N.J. 87 (Label Bleu, 1988)
- Jaco Pastorius, Gil Evans & Jaco Pastorius – Live Under The Sky Tokyo '84 (Hi Hat, 2016)
- Lucy Reed, This Is Lucy Reed (Fantasy, 1957)
- Ray Russell, Why Not Now (Theta, 1988)
- Ray Russell, A Table Near the Band (Last Chance Music, 1990)
- Helen Merrill & Gil Evans, Collaboration (EmArcy, 1988) – indspillet i 1987
- James Senese, Alhambra (EMI, 1988)
- Lew Soloff, Hanalei Bay (Bellaphon, 1985)
- Sting, ...Nothing Like the Sun (A&M, 1987)
- Sting, Last Session - Live At Perugia Jazz Festival 11 July 1987 (Jazz Door, 1992)
- Ornella Vanoni, Ornella &... Duetti, Trii, Quartetti (CGD, 1986)

### Som arrangør
Efter indspilningstidspunkt
- 1947-49: Claude Thornhill Orchestra, The Real Birth of the Cool: Studio Recordings (CBS/Sony, 1971)
- 1949-50: Miles Davis, Birth of the Cool (Capitol, 1957)
- 1950-52: Charlie Parker, Big Band (Clef, 1954)
- 1955: Hal McKusick, The Jazz Workshop (RCA Victor, 1956)
- 1956: Johnny Mathis, Johnny Mathis (Columbia, 1956)
- 1956: Marcy Lutes, Debut (Decca, 1956)
- 1957: Lucy Reed, This Is Lucy Reed (Fantasy, 1957)
- 1956-57: Helen Merrill, Dream of You (EmArcy, 1957)
- 1957: Miles Davis, Miles Ahead (Columbia, 1957)
- 1958?: Don Elliott Octet, Jamaica Jazz (ABC-Paramount, 1958)
- 1958: Miles Davis, Porgy and Bess (Columbia, 1959)
- 1959-60: Miles Davis, Sketches of Spain (Columbia, 1960) – 3rd Annual Grammy Awards: Best Jazz Composition of More Than Five Minutes Duration
- 1961: Miles Davis, Miles Davis at Carnegie Hall (Columbia, 1962)
- 1962-63: Miles Davis, Quiet Nights (Columbia, 1963)
- 1964-65: Kenny Burrell, Guitar Forms (Verve, 1965)
- 1965-66: Astrud Gilberto, Look to the Rainbow (Verve, 1966)
- 1968: Miles Davis, Filles de Kilimanjaro (Columbia, 1968) – without credits[1]:273
- 1982-83: Miles Davis, Star People (Columbia, 1983)
- 1983: Miles Davis, Decoy (Columbia, 1984) – kun "That's Right"